# Stéphanie Falzon
Stéphanie Falzon (Bordeaux, 7 gennaio 1983) è un'ex martellista francese.

## Palmarès
| Anno | Manifestazione          | Sede       | Evento              | Risultato | Misura  | Note  |
| ---- | ----------------------- | ---------- | ------------------- | --------- | ------- | ----- |
| 2000 | Mondiali juniores       | Santiago   | Lancio del martello | 31ª       | 49,77 m |       |
| 2001 | Europei juniores        | Grosseto   | Lancio del martello | 8ª        | 55,15 m |       |
| 2002 | Mondiali juniores       | Kingston   | Lancio del martello | 6ª        | 58,72 m |       |
| 2005 | Europei under 23        | Erfurt     | Lancio del martello | 8ª        | 62,76 m |       |
| 2007 | Mondiali                | Osaka      | Lancio del martello | 17ª (q)   | 67,19 m |       |
| 2008 | Giochi olimpici         | Pechino    | Lancio del martello | 14ª       | 68,93 m |       |
| 2009 | Giochi del Mediterraneo | Pescara    | Lancio del martello | Finale    | nm      |       |
| 2009 | Mondiali                | Berlino    | Lancio del martello | 9ª        | 71,40 m |       |
| 2010 | Europei                 | Barcellona | Lancio del martello | 17ª       | 64,34 m |       |
| 2011 | Mondiali                | Taegu      | Lancio del martello | 11ª       | 66,57 m |       |
| 2012 | Europei                 | Helsinki   | Lancio del martello | 6ª        | 68,03 m |       |
| 2012 | Giochi olimpici         | Londra     | Lancio del martello | 6ª        | 73,06 m | [ 1 ] |